# Sebastian Bergholt
Sebastian Thornberg Bergholt (født 18. maj 1993) er en dansk ishockeyspiller. Han spiller i øjeblikket for Rødovre Mighty Bulls.

## Biografi
Sebastian er født og opvokset i København og spillede for Herlev IK som ungdomsspiller.
Udover at være Hockeyspiller er Sebastian Thornberg Bergholt også kendt for at være en habil "baiter" i Counter-Strike: Global Offensive.

## Metal Ligaen

### Rødovre Mighty Bulls

#### Sæsonen 2011-12[2]
| Grundspil     | Grundspil | Grundspil | Grundspil   | Grundspil           |
| Kampe spillet | Mål       | Assists   | Point i alt | Udvisnings minutter |
| ------------- | --------- | --------- | ----------- | ------------------- |
| 40            | 0         | 5         | 5           | 8                   |
| Slutspil      |           |           |             |                     |
| Kampe spillet | Mål       | Assists   | Point i alt | Udvisnings minutter |
| 6             | 0         | 1         | 1           | 4                   |

#### Sæsonen 2012-13[2]
| Grundspil     | Grundspil | Grundspil | Grundspil   | Grundspil           |
| Kampe spillet | Mål       | Assists   | Point i alt | Udvisnings minutter |
| ------------- | --------- | --------- | ----------- | ------------------- |
| 36            | 1         | 7         | 8           | 2                   |
| Slutspil      |           |           |             |                     |
| Kampe spillet | Mål       | Assists   | Point i alt | Udvisnings minutter |
| 13            | 0         | 3         | 3           | 0                   |

#### Sæsonen 2013-14[2]
| Grundspil     | Grundspil | Grundspil | Grundspil   | Grundspil           |
| Kampe spillet | Mål       | Assists   | Point i alt | Udvisnings minutter |
| ------------- | --------- | --------- | ----------- | ------------------- |
| 30            | 1         | 6         | 7           | 35                  |
| Slutspil      |           |           |             |                     |
| Kampe spillet | Mål       | Assists   | Point i alt | Udvisnings minutter |
| 6             | 0         | 0         | 0           | 6                   |

#### Sæsonen 2014-15[2]
| Grundspil     | Grundspil | Grundspil | Grundspil   | Grundspil           |
| Kampe spillet | Mål       | Assists   | Point i alt | Udvisnings minutter |
| ------------- | --------- | --------- | ----------- | ------------------- |
| 28            | 2         | 4         | 6           | 12                  |
| Slutspil      |           |           |             |                     |
| Kampe spillet | Mål       | Assists   | Point i alt | Udvisnings minutter |
| 5             | 0         | 0         | 0           | 0                   |

#### Sæsonen 2015-16[2]
| Grundspil     | Grundspil | Grundspil | Grundspil   | Grundspil           |
| Kampe spillet | Mål       | Assists   | Point i alt | Udvisnings minutter |
| ------------- | --------- | --------- | ----------- | ------------------- |
| 43            | 3         | 7         | 10          | 12                  |
| Slutspil      |           |           |             |                     |
| Kampe spillet | Mål       | Assists   | Point i alt | Udvisnings minutter |
| 6             | 1         | 0         | 1           | 0                   |

#### Sæsonen 2016-17[2]
| Grundspil     | Grundspil | Grundspil | Grundspil   | Grundspil           |
| Kampe spillet | Mål       | Assists   | Point i alt | Udvisnings minutter |
| ------------- | --------- | --------- | ----------- | ------------------- |
| 41            | 3         | 20        | 23          | 57                  |
| Slutspil      |           |           |             |                     |
| Kampe spillet | Mål       | Assists   | Point i alt | Udvisnings minutter |
| -             | -         | -         | -           | -                   |

##### Frederikshavn White Hawks[2]
| Grundspil (udlån) | Grundspil (udlån) | Grundspil (udlån) | Grundspil (udlån) | Grundspil (udlån)   |
| Kampe spillet     | Mål               | Assists           | Point i alt       | Udvisnings minutter |
| ----------------- | ----------------- | ----------------- | ----------------- | ------------------- |
| 3                 | 0                 | 0                 | 0                 | 0                   |
| Slutspil (udlån)  |                   |                   |                   |                     |
| Kampe spillet     | Mål               | Assists           | Point i alt       | Udvisnings minutter |
| 15                | 1                 | 6                 | 7                 | 6                   |

#### Sæsonen 2017-18[2]
| Grundspil     | Grundspil | Grundspil | Grundspil   | Grundspil           |
| Kampe spillet | Mål       | Assists   | Point i alt | Udvisnings minutter |
| ------------- | --------- | --------- | ----------- | ------------------- |
| 49            | 6         | 17        | 23          | 22                  |
| Slutspil      |           |           |             |                     |
| Kampe spillet | Mål       | Assists   | Point i alt | Udvisnings minutter |
| 7             | 0         | 3         | 3           | 2                   |

#### Sæsonen 2018-19[2]
| Grundspil     | Grundspil | Grundspil | Grundspil   | Grundspil           |
| Kampe spillet | Mål       | Assists   | Point i alt | Udvisnings minutter |
| ------------- | --------- | --------- | ----------- | ------------------- |
| 38            | 5         | 11        | 16          | 4                   |
| Slutspil      |           |           |             |                     |
| Kampe spillet | Mål       | Assists   | Point i alt | Udvisnings minutter |
| 6             | 1         | 2         | 3           | 0                   |

### Aalborg Pirates

#### Sæsonen 2019-20[2]
| Grundspil     | Grundspil | Grundspil | Grundspil   | Grundspil           |
| Kampe spillet | Mål       | Assists   | Point i alt | Udvisnings minutter |
| ------------- | --------- | --------- | ----------- | ------------------- |
|               |           |           |             |                     |
| Slutspil      |           |           |             |                     |
| Kampe spillet | Mål       | Assists   | Point i alt | Udvisnings minutter |
|               |           |           |             |                     |